# 葉夫根尼·阿巴拉科夫
葉夫根尼·米哈伊洛维奇·阿巴拉科夫（羅馬化：Yevgeniy Mikhaylovich Abalakov；1907年2月17日—1948年3月23日），蘇聯登山家、雕塑家。1933年9月9日，他登頂海拔7,495（24,590英尺）的蘇聯第1高峰史太林峰，是首位抵達該山峰最高點的人。

## 傳記
生於葉尼塞斯克，死於莫斯科。兄長維塔利·阿巴拉科夫都是著名的攀山家，在1934年攀上列寧峰。